# Gustave Danneels
Gustave Danneels, nascido a 6 de setembro de 1913 em Loos-em-Gohelle (Pas-de-Calais) e morrido o 13 de abril de 1976 Knokke (Província de Flandres Ocidental), foi um ciclista belga dos anos 1930-40.

## Biografia
Ganhou três vezes o título de campeão da Bélgica em estrada: em categoria cadete em 1931, em categoria independente em 1933 e como profissional em 1935.
Profissional de 1934 a 1943, conseguiu três vitórias na Paris-Tours, o que lhe valeu o apelido de Monsieur Paris-Tours.
Em 1936, ganha sua segunda Paris-Tours com 41,455 km/h em media, o que lhe converte no primeiro possuidor do recorde Ruban Jaune, distinção criada por Henri Desgrange para distinguir ao ciclista mais rápido em completar uma corrida a mais de 200 km. Este recorde foi batido por Jules Rossi em 1938 também na  Paris-Tours.
No Tour de France de 1937 ganhou a 11ª etapa no sector B, uma contrarrelógio de 65 quilómetros entre Toulon e Marselha.  

## Palmarés
1934
- Paris-Tours
- 3º no Campeonato do Mundo de ciclismo

1935
- Campeonato da Bélgica em Estrada
- 1 etapa da Volta a Bélgica
- 3º no Campeonato do Mundo de ciclismo

1936
- Paris-Tours
- 2 etapas da Paris-Nice

1937
- 1 etapa do Tour de France
- Paris-Tours

1938
- 2 etapas do Tour do Sul-Oeste

## Resultados no Tour de France
- 1935 : abandono
- 1936 : abandono
- 1937 : abandono, ganhador de uma etapa